# Кумм, Борис Гансович
Борис Гансович Кумм (эст. Boris Kumm; 1897—1958) — народный комиссар государственной безопасности Эстонской ССР, генерал-майор (1945).

## Биография
Родился в эстонской семье бракёра фирмы по экспорту древесины. В 1911 году окончил начальную школу и поступил в гимназию в Пярну, но в 1915 году бросил учёбу. С июня 1915 года — ученик аптекаря в аптеке Гримма, с августа 1915 года — безработный. В Российской императорской армии с мая 1916 года, рядовой запасного батальона Петроградского лейб-гвардии полка. В сентябре 1917 года демобилизовался по болезни. Работал чернорабочим, с мая 1918 года — лесосплавщиком, грузчиком на торфозаготовках, с августа 1918 года — вновь чернорабочим.
В эстонской армии капрал полка скаутов с февраля 1919 по июль 1920 года. После демобилизации профсоюзный активист Пярнуского уезда, участвовал в работе местного Союза строителей, чёрнорабочий, с марта 1921 чёрнорабочий на лесопильном заводе в Пярну. Занимался политической и профсоюзной деятельностью: участник совещания городских и сельских рабочих в Пярну в ноябре 1922, с 1923 секретарь Центрального совета профсоюзов Пярнуского уезда, с декабря 1923 года — депутат Городской Думы.
В январе 1924 года был репрессирован: арестован полицией безопасности и на «процессе 149» приговорён к 15 годам каторги. В мае 1938 года освобождён по амнистии. После освобождения чёрнорабочий в Пярну. Был уполномоченным бюро коммунистической партии Эстонии в Пярну, с 1939 года — секретарь Пярнуского горкома компартии Эстонии. В 1940 году — комиссар политической полиции Таллина, помощник директора Департамента полиции МВД Эстонии. В 1940—1941 годах — нарком внутренних дел, с 1941 года — также и нарком госбезопасности Эстонской ССР. В период немецко-фашистской оккупации руководил диверсионной работой на территории этой республики. В 1942 году — начальник 7-го отделения 2-го отдела 4-го Управления НКВД СССР. В 1942—1943 годах — начальник 5-го отделения 1-го, затем 2-го отдела 4-го Управления НКВД СССР / НКГБ СССР. Начальник опергруппы МГБ СССР в Эстонии с 29 марта 1944 года. В 1944—1950 годах — нарком (министр) госбезопасности Эстонской ССР. Уволен за слабую борьбу с бандитизмом и кулачеством. С 1950 года — заместитель министра, затем министр коммунального хозяйства Эстонской ССР. Начальник управления делами Совета министров Эстонской ССР. C августа 1953 на пенсии как туберкулёзный больной. Похоронен на кладбище Метсакальмисту.
Член Эстонской независимой социалистической партии (эст. Eesti Iseseisev Sotsialistlik Tööliste Partei) с 1922 года, член коммунистической партии Эстонии с июня 1923 года, член ВКП(б) с октября 1940 года. Депутат Верховного Совета СССР I—II созывов.

### Звания
- старший майор государственной безопасности (2 января 1941);
- комиссар государственной безопасности (14 февраля 1943);
- генерал-майор (9 июля 1945).

### Награды
- знак «Заслуженный работник НКВД», 19.12.1942;
- орден Красной Звезды, 20.09.1943 — за образцовое выполнение заданий Правительства по охране государственной безопасности в условиях военного времени;
- орден Красного Знамени, 31.05.1945 — за успешное выполнение специальных заданий Правительства;
- орден Отечественной войны 1-й степени, 18.06.1046;
- орден Красного Знамени, 24.08.1949;
- 4 медали.